# Киркебю, Пер
Пер Киркебю (дат. Per Kirkeby; 1 сентября 1938[…], Копенгаген — 9 мая 2018[…], Копенгаген) — датский художник, скульптор, писатель и архитектор.

## Жизнь и творчество
С 1957 по 1964 год обучался в Копенгагенском университете, закончив его со специальностью геолога. В 1958 году участвует в экспедиции в Гренландию.
В 1962 году вступает в авангардистскую художественную группу «Den Eksperimenterende Kunstskole», где увлекается графикой, кино и инсталляциями. В 1965 году художник получает 3-годичную стипендию от «State Art Foundation». В 1971 году уезжает в Центральную Америку, где изучает культуру майя.
В дальнейшем мастер сотрудничает с такими художниками, как Йозеф Бойс, Нам Джун Пайк, Хеннинг Христиансен; работает в короткометражном кино. В период с 1968 по 1989 год выпускает 24 фильма, в которых чувствуется влияние Энди Уорхола.
В начале 1970-х годов отходит от поп-арта и обращается к информализму, который прежде жёстко критиковал. В 1973 году создаёт «Дом» — свою первую скульптуру из кирпича. К 1974 году относятся его первые картины, написанные маслом. В начале 1980-х годов создаёт также первые свои скульптуры из бронзы. В 1980-е годы художник работает над рядом крупноформатных масляных полотен и кирпичной скульптурой.

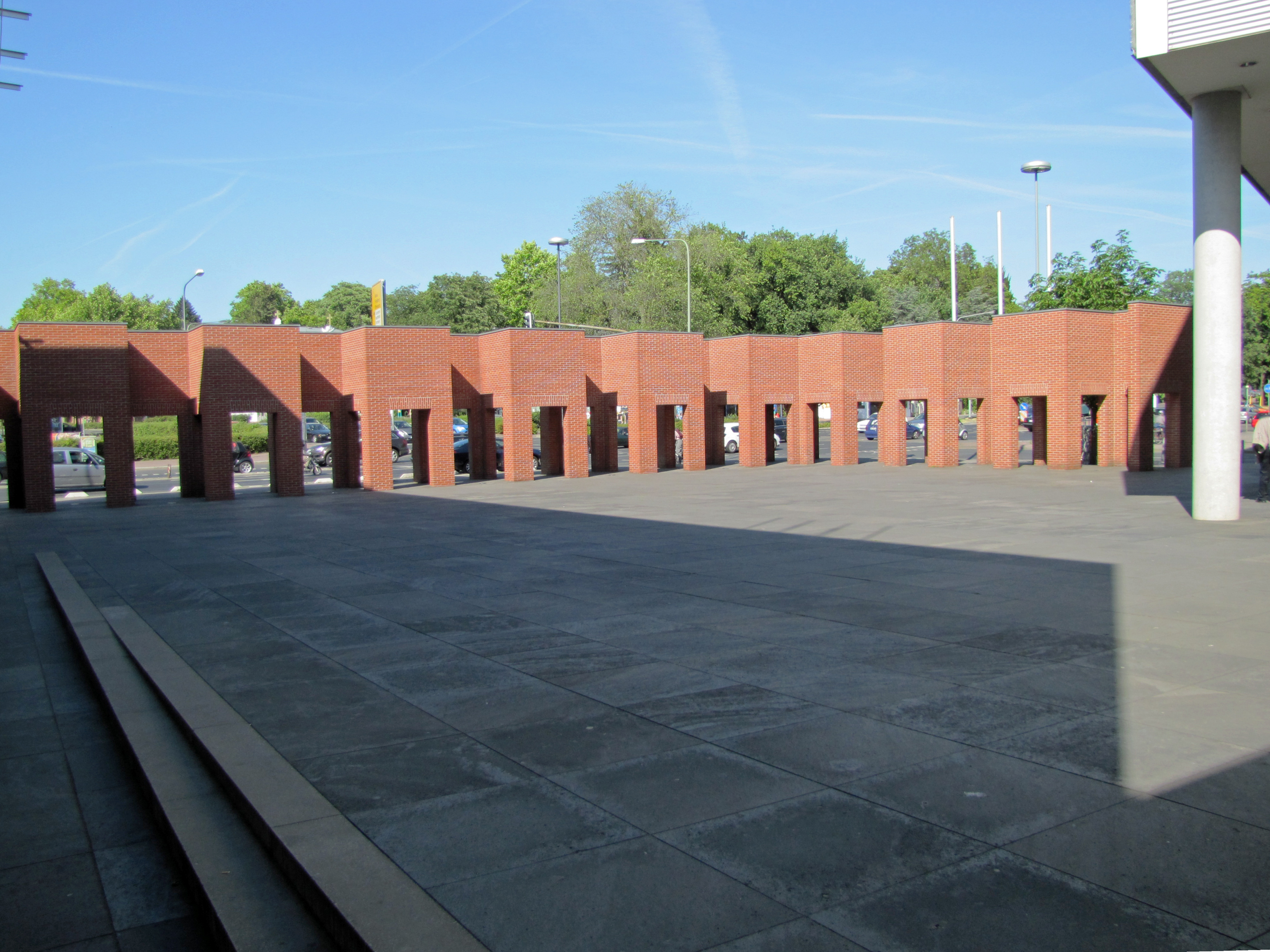
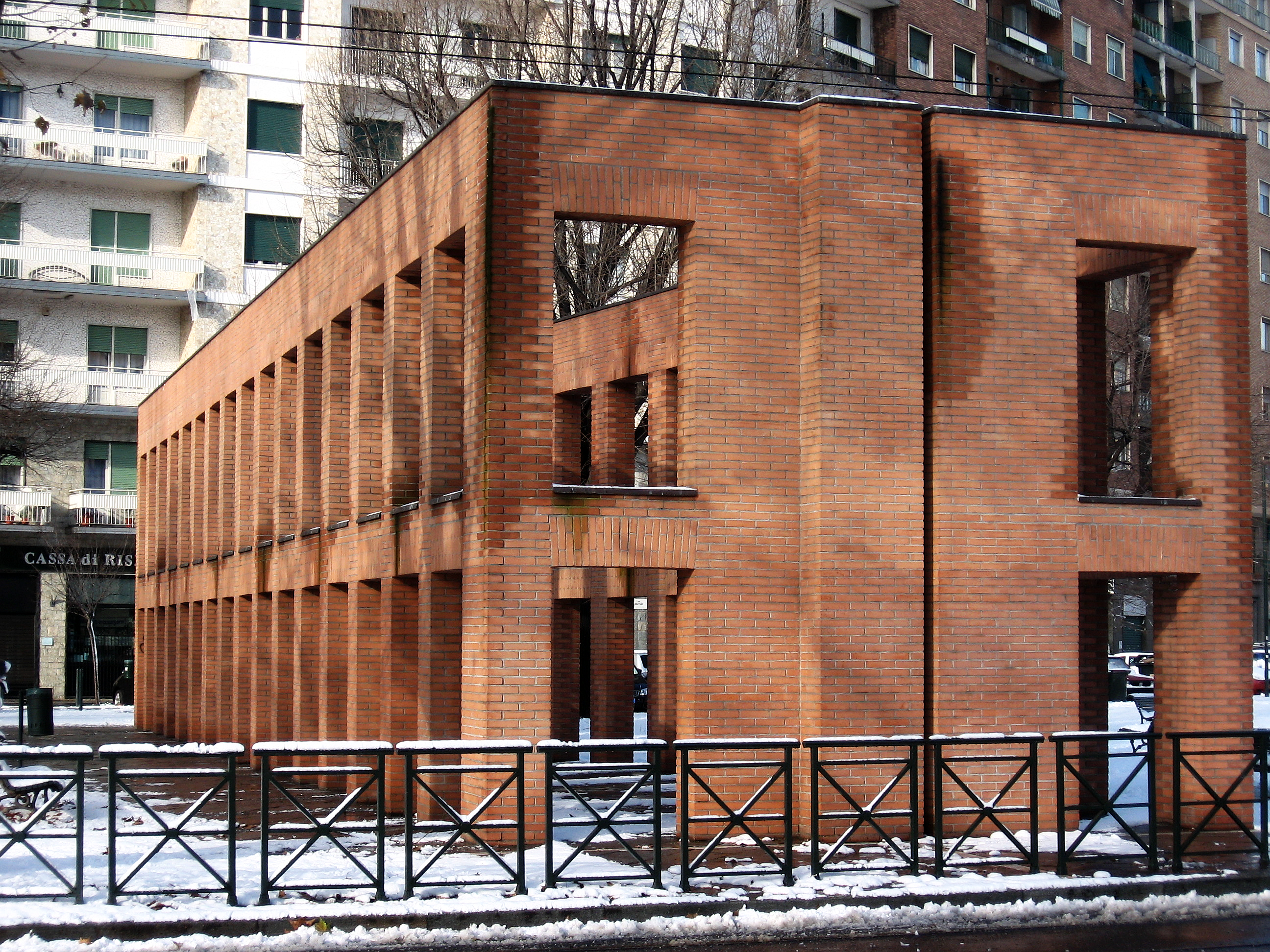
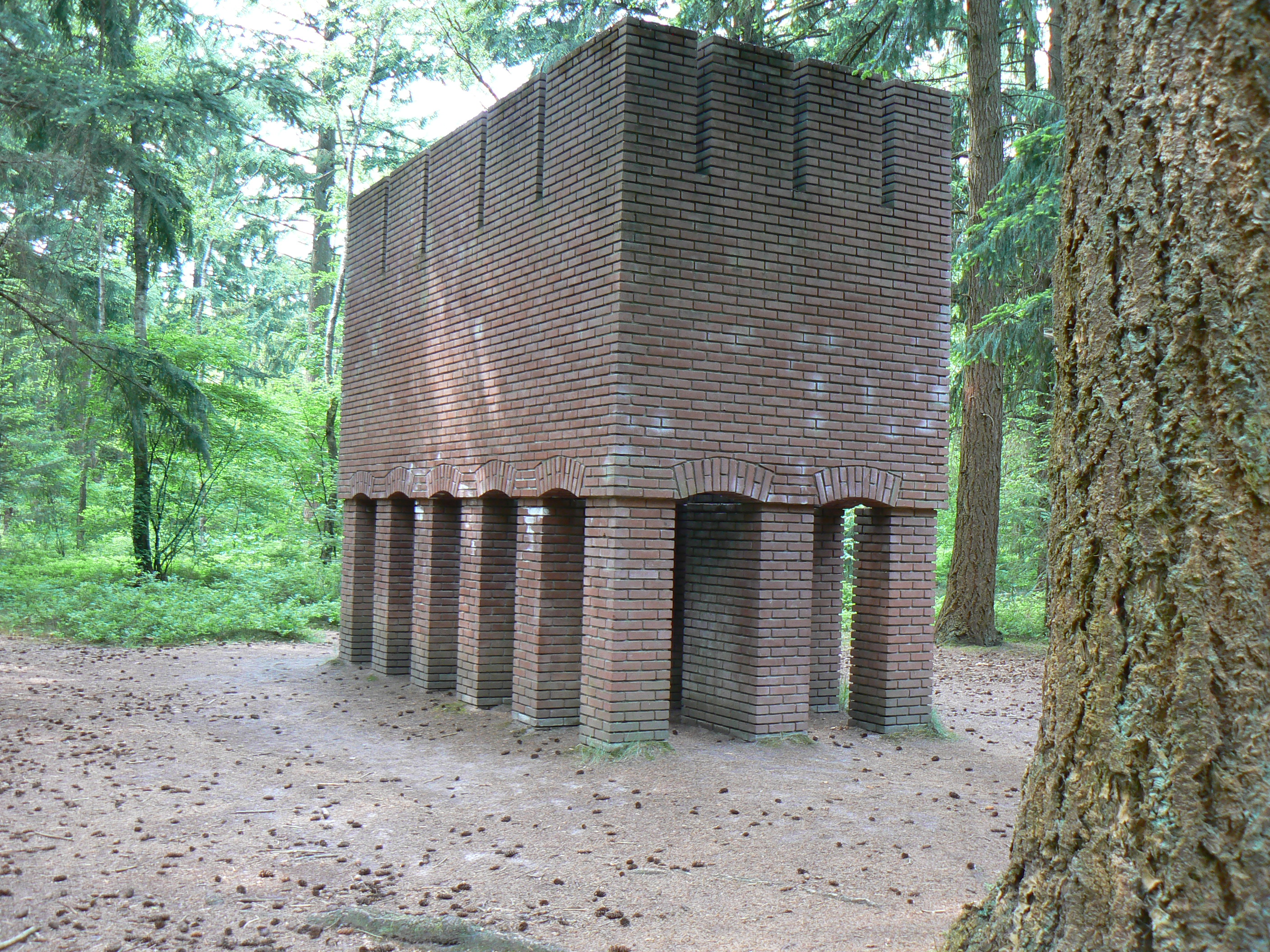
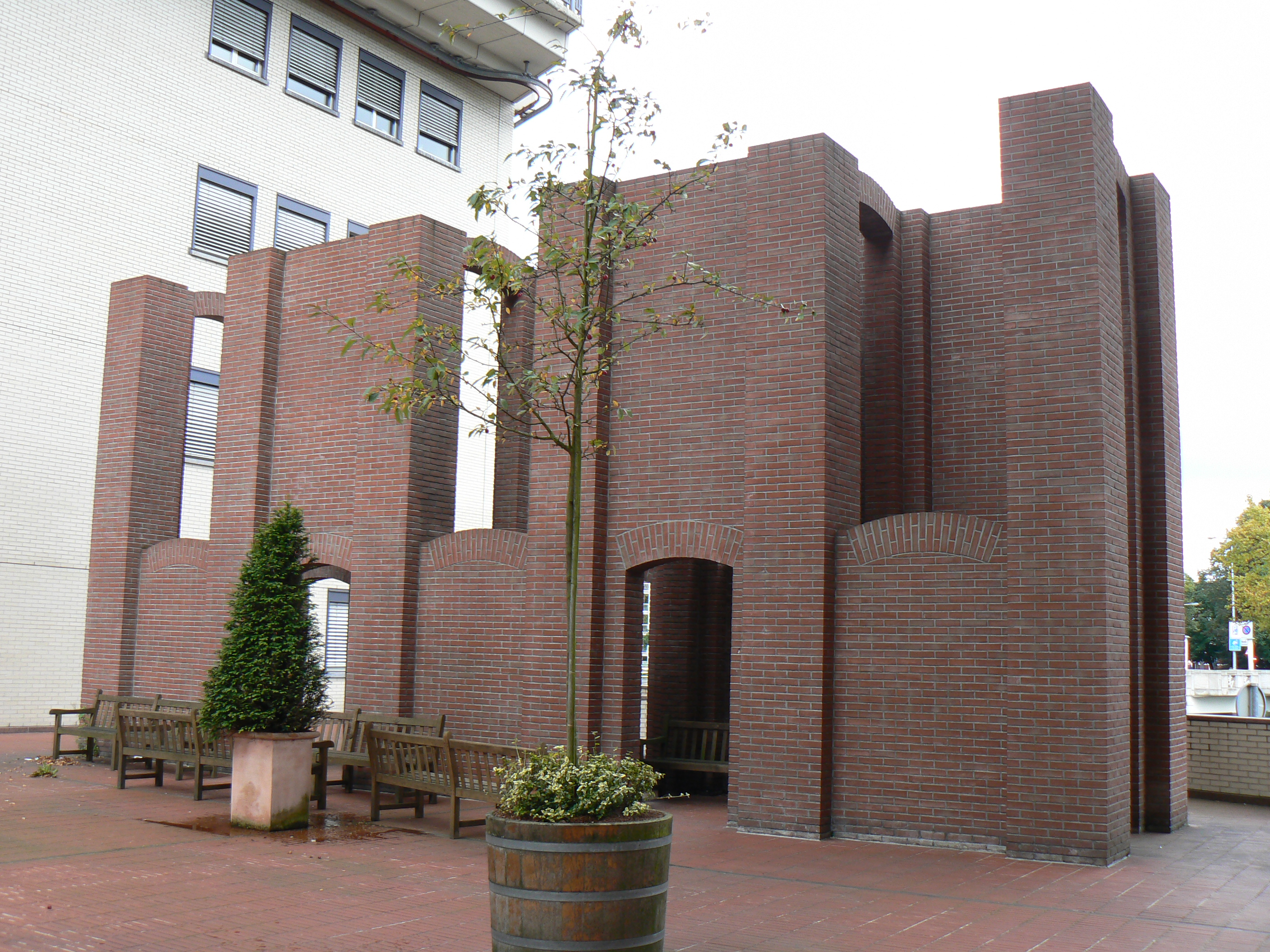

В 1980-е годы мастер принимает участие в нескольких выставках абстрактного искусства, участвует в ряде венецианских биеннале, в выставках современного искусства документа 7 и 9 в немецком городе Касселе. В 1987 году награждён медалью Торвальдсена.
До своей кончины художник жил попеременно в Дании, Германии и в Италии.
В 2013 году пережил неудачное падение с лестницы, в результате чего получил тяжёлую травму и отошёл от творчества.

## Выставки
- С 24 мая по 26 августа 2012 — Пер Киркебю. Lignum vitae. Национальная художественная галерея. Вильнюс, Литва[6]
- С 18 сентября по 11 октября 2003 — Отражения — в новом северном свете (групповая). Музей прикладного искусства Государственной художественно-промышленной академии. Санкт-Петербург. Россия[7][8].